# Escoazul

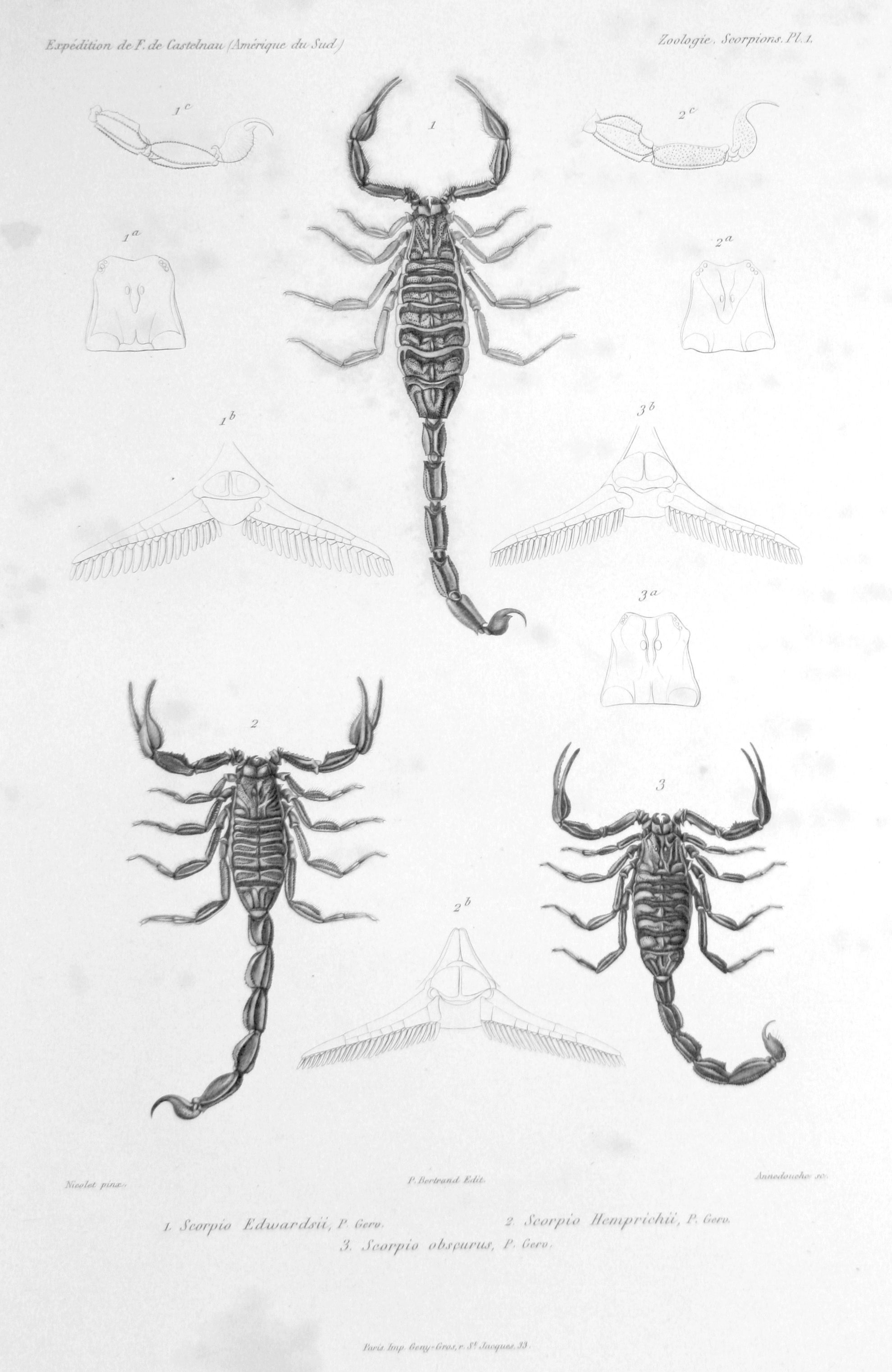
Il Rhopalurus junceus (in basso a sinistra) a confronto con il Centruroides margaritatus ed il Tityus obscurus

Il termine escoazul o escozul (dalla contrazione di escorpión azul - in spagnolo: scorpione azzurro - nome con cui è noto a Cuba) viene utilizzato a Cuba per indicare diverse miscele utilizzate nella medicina tradizionale cubana come antinfiammatorio, la cui composizione può variare molto ma alla cui base sta sempre un dose molto diluita del veleno del Rhopalurus junceus, una specie di scorpione che si trova a Cuba, Haiti e in Repubblica Dominicana.
Il veleno dello scorpione azzurro, di colore blu, contiene una tossina la cui composizione e struttura non è stata ancora del tutto chiarita.
A Cuba questo scorpione viene allevato per derivare le tossine del suo veleno a scopo farmaceutico: la tossina naturale viene emessa disturbando lo scorpione con una piccola scossa elettrica.

## Uso antitumorale in medicina alternativa
La fama di tale veleno si è espansa notevolmente in America Latina ed in Europa a seguito del diffondersi, specialmente su internet, di voci, non supportate da alcuna prova scientifica, riguardo ad un suo eventuale effetto antitumorale e/o omeopatico.
La pressione dell'opinione pubblica ha portato lo stato cubano ad avviare diversi studi, tutti ancora in fasi preliminari, volti a scoprire i reali effetti della tossina su cavie animali; è in corso anche una sperimentazione di somministrazione a malati di tumore di un farmaco derivato da tale veleno, commercializzato, per ora solo a Cuba, col nome di Vidatox, ed è prodotto dalla Labiofam, un'azienda farmaceutica di proprietà dello stato cubano.
Ad oggi il Vidatox, ha preso il posto dell'ormai obsoleto Escozul (Non più prodotto dalla Labiofam ormai dal 2011), farmaco a tutti gli effetti,  nonché stabilizzato e reperibile nelle farmacie internazionali Cubane al costo di circa 200,00$

### Studi sull'efficacia scientifica
Al 2012 non esiste alcuna evidenza clinica o preclinica di efficacia antineoplastica in letteratura scientifica.